# Park Północny w Legnicy
Park Północny w Legnicy (niem. Nord Park) – zabytkowy park miejski w  Legnicy na Przedmieściu Głogowskim w obrębie Placu Gdańskiego. Zlokalizowany pomiędzy ulicami Głogowską, Marii Curie-Skłodowskiej i Kąpielową, a także korytem Czarnej Wody.

## Historia i obiekty

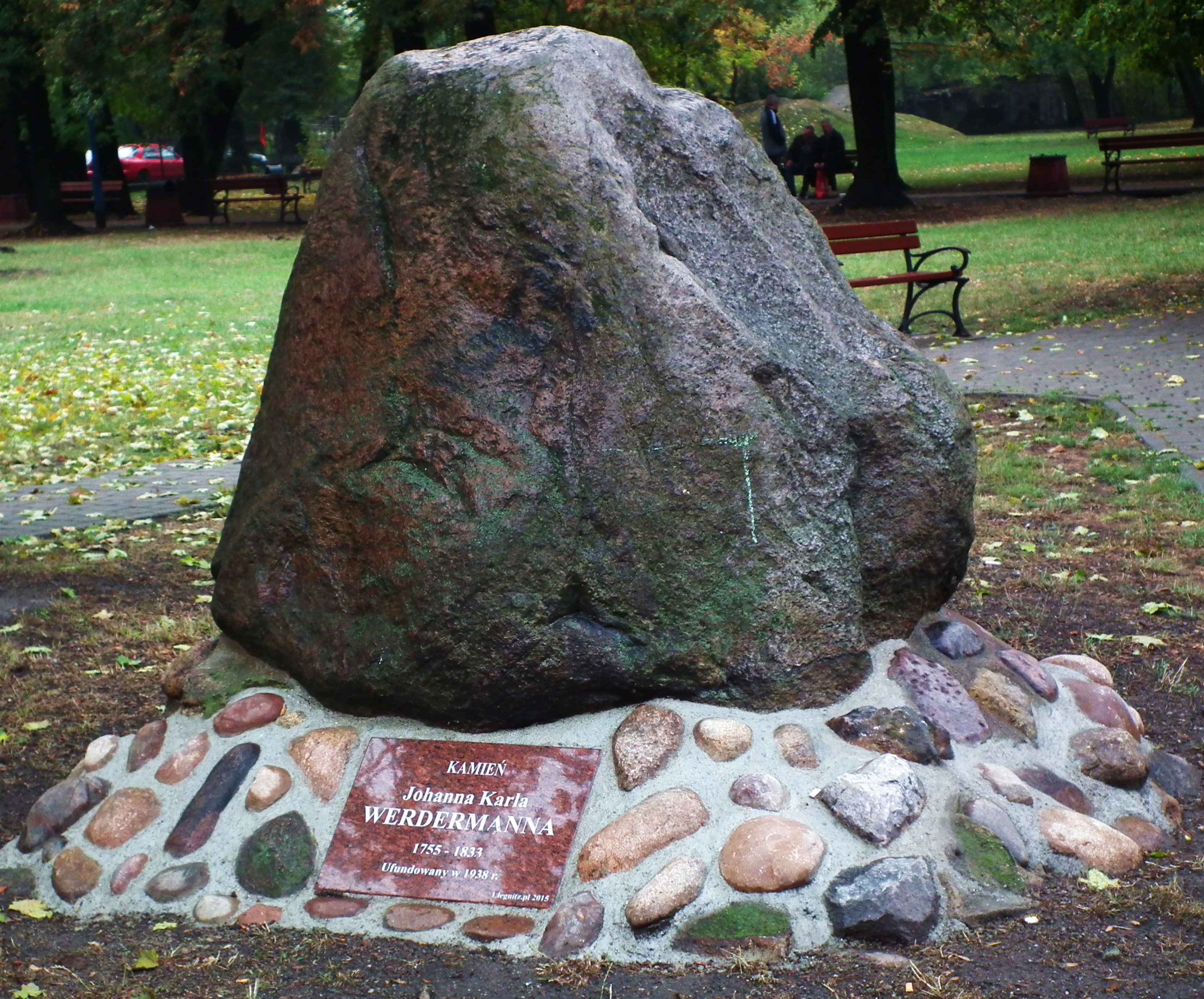
Kamień Werdermanna

Pierwsze niewielkie założenie parkowe (około 1,3 ha) powstało w latach 1884-1892 w miejscu zabagnionej doliny Gęsiego Potoku, dopływu Czarnej Wody. Prace te związane były z szeroko zakrojonymi planami rozbudowy Przedmieścia Głogowskiego, w tym wytyczeniem ulic Curie-Skłodowskiej i Prusa. Park w obecnej formie, o planie nieregularnego czworoboku został założony w latach 1897-1900 w stylu angielskim. Aleje zbiegały się koncentrycznie ku eksedrze. W założenie wkomponowano starszą aleję na bazie starej drogi. Na skraju parku, w ciągu ulicy Głogowskiej, wzniesiono w 1903 okazały most na Czarnej Wodzie, który był pierwszym secesyjnym mostem w mieście.
W obrębie założenia (przy skrzyżowaniu ulic Curie-Skłodowskiej i Głogowskiej) stoi kamień upamiętniający Johanna Karla Werdermanna (1755-1833), nauczyciela legnickiej Akademii Rycerskiej. Pomnik został odsłonięty w 1938. Nową tablicę pamiątkową umieszczono na nim w 2015. 

## Turystyka
Skrajem parku przeprowadzony jest  niebieski turystyczny Szlak Polskiej Miedzi w kierunku Lubina.